# Ken Kutaragi
Ken Kutaragi (久夛良木 健 Kutaragi Ken, urodzony 8 sierpnia 1950 roku) – dyrektor i CEO Sony Computer Entertainment, sekcji Sony zajmującej się grami komputerowymi.

## Życiorys
Pracę w Sony Corporation rozpoczął w 1975 roku. Jest znany jako Ojciec PlayStation oraz kolejnych konsol - PlayStation 2, PlayStation 3 oraz PlayStation Portable. W 2006 roku Kutaragi został prezesem i  CEO  Sony Computer Entertainment. W połowie 2007 roku przeszedł na emeryturę.